# Видем (община Добреполе)
Вижте пояснителната страница за други значения на Видем.
Видем (на словенски: Videm) е село в Словения, регион Средна Словения, община Добреполе. Според Националната статистическа служба на Република Словения през 2015 г. селото има 573 жители.